# Cocolla
La cocolla è l'abito monastico, che è composto da un'ampia cappa chiusa, con o senza maniche e con il cappuccio.

## Etimologia
Il termine deriva dal latino cuculla ed a sua volta dal celtico gallico cucullos, col significato di "cappuccio".

## Storia
Ideato nell'epoca del monachesimo di esso racconta Cornelio Agrippa dove satiricamente disse che fu il diavolo stesso il primo ad indossarla nel tentativo di ingannare Gesù nel deserto.
Secondo la regola cluniacense in uso all'abbazia di Farfa nel secolo XI, si trattava di una tunica lunga sino ai piedi, aderente ma comoda abbastanza da poter far entrare entrambi i gomiti, e da indossare sopra il saio.

## Usi religiosi

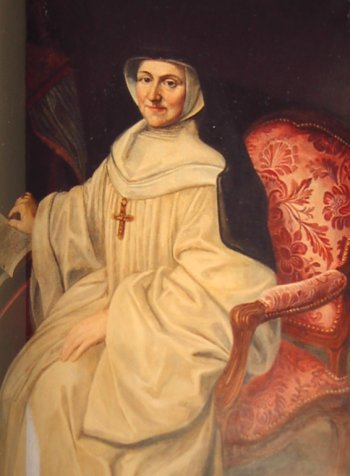
Vestito corale di una monaca cistercense: una lunga cocolla bianca

La cocolla è tradizionalmente consegnata al monaco quando fa la propria professione religiosa solenne. Prima dei voti solenni, il monaco può indossare una veste o un mantello con cappuccio in sostituzione. Solitamente la cocolla viene indossata del medesimo colore della tonaca dell'abito del monaco: nera per i benedettini sublacensi e cassinesi, diverse gradazioni di bianco per camaldolesi, cistercensi, e trappisti (cistercensi riformati).
Gli ordini mendicanti, pur non indossando una cocolla in senso monastico, hanno mantenuto una cappa come parte del loro abito. Nel loro caso, ad ogni modo, essa fa parte dell'abito religioso dell'ordine stesso, sia durante le celebrazioni in chiesa, sia durante la vita quotidiana. I carmelitani indossano un cappuccio bianco per quanto la loro tunica e gli scapolari siano marroni. I domenicani dispongono di una cocolla nera su un abito bianco.

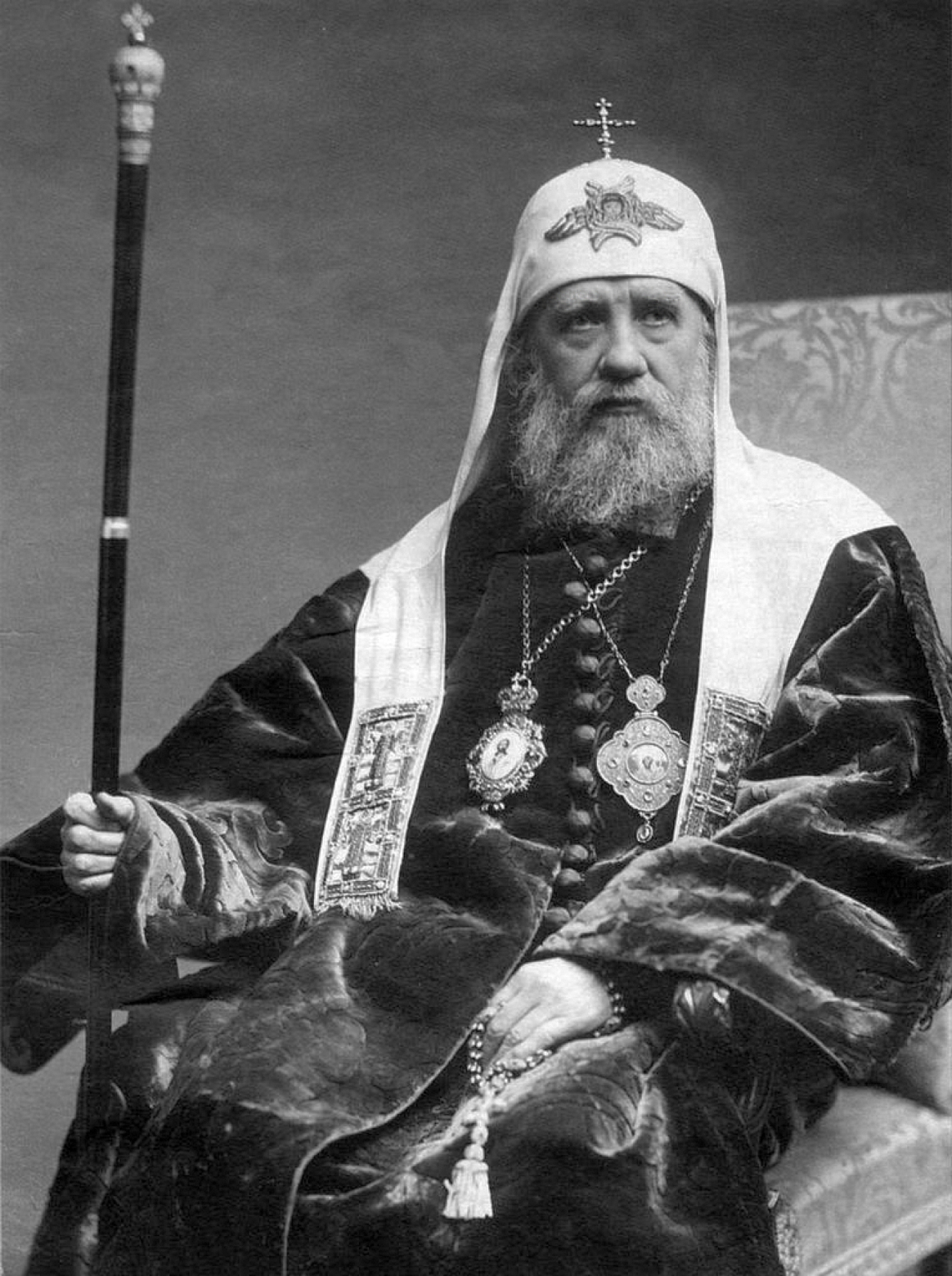
Tichon di Mosca indossa il koukoulion patriarcale bianco

Tra le chiese cristiane orientali (chiesa ortodossa e cattolica bizantina) la cocolla monastica si è sviluppata nel koukoulion, un grande cappuccio in forma di cappello indossato dai capi principali della chiesa. Il koukoulion può essere decorato con ricami.
La cocolla è ancora oggi utilizzata da alcune organizzazioni religiose come il Sovrano Militare Ordine di Malta o l'Ordine dei Santi Maurizio e Lazzaro come abito solenne da cerimonia.